# Curt Wittlin
Curt Joseph Wittlin, né le 13 avril 1941 à Reinach dans le canton de Bâle-Campagne et mort le 23 septembre 2019 à Tortosa dans la comarque de Baix Ebre, est un philologue suisse et un expert de la langue et littérature catalane médiévale.

## Biographie
Curt Wittlin étudie la philologie romane à Bâle avec Germà Colón, et après à Paris, Florence et Barcelone. Il obtient son doctorat en 1965 avec une thèse sur la traduction catalane du Trésor de Brunetto Latini par Guillem de Copons. Il devient professeur de philologie romane et linguistique historique à l'université de la Saskatchewan, à Saskatoon (Canada), où il arrive en 1967.
Il s'est spécialisé en l'édition de traductions médiévales en Europe des textes de Cicéron, Saint Augustin et Jean de Galles entre autres. Il a travaillé aussi sur Ramon Llull et sur l'histoire des bibliothèques médiévales catalanes. Néanmoins, l'écrivain catalan auquel il a dédié la plupart de ses travaux est Francesc Eiximenis. La plupart des éditions modernes des œuvres de Francesc Eiximenis ont été faites par Curt Wittlin. De plus, Wittlin a écrit beaucoup d'articles sur Francesc Eiximenis.
En 1997, il devient membre de l'Institut d'études catalanes et de 1990 jusqu'à 1993, il préside la North American Catalan Society (Société catalane de l'Amérique du Nord). En 2000, il reçoit la Creu de Sant Jordi (croix de saint Georges), une haute distinction donnée par le gouvernement régional de la Catalogne.

## Œuvres
- (ca) Lo llibre de les dones d'Eiximenis (1980) avec F. Naccarato
- (ca) Repertori d'expressions multinominals i de grups de sinònims en traduccions catalanes antigues (prix Nicolau d'Olwer, 1989)
- (ca) La geometria secreta del tapís de Girona dans Revista de Girona, 1991
- (ca) De la traducció literal a la creació literària (prix Serra d'Or 1996)
- (ca) Entorn de les edicions de textos medievals dans Estudis Romànics, 2004